# Birżebbuġa
Birżebbuġa, helyi rövidítéssel B'Buġa vagy B'Bugia Málta legdélebbi helyi tanácsa Marsaxlokk, Għaxaq és Żurrieq között. Lakossága 8668 fő. Nevének jelentése "olíva-kút". Ide tartozik még Bengħajsa (angol írásmóddal Benghisa), Ħal Far (jelentése: patkányok falva), Kalafrana.

## Története

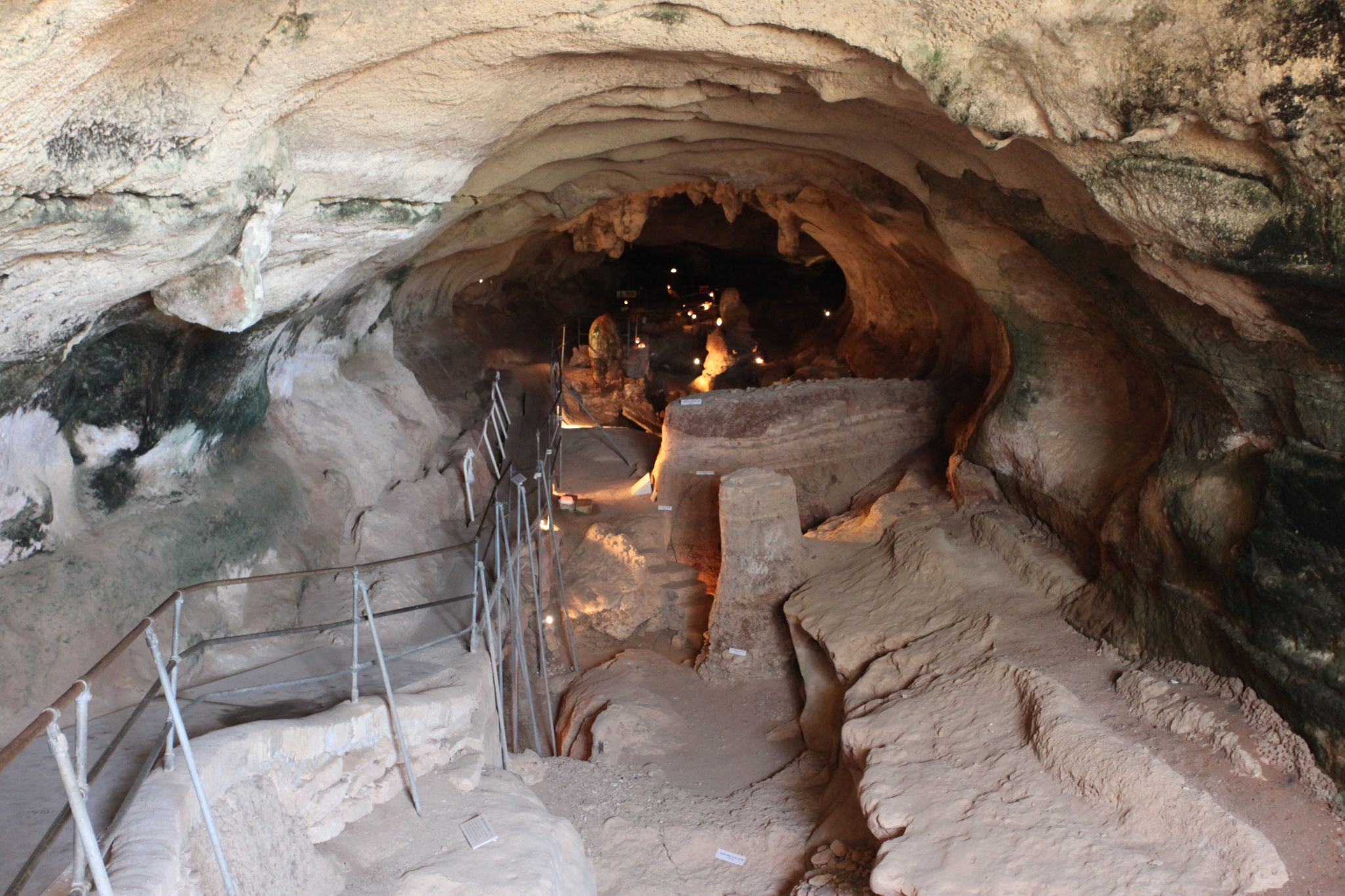
Għar Dalam barlangja

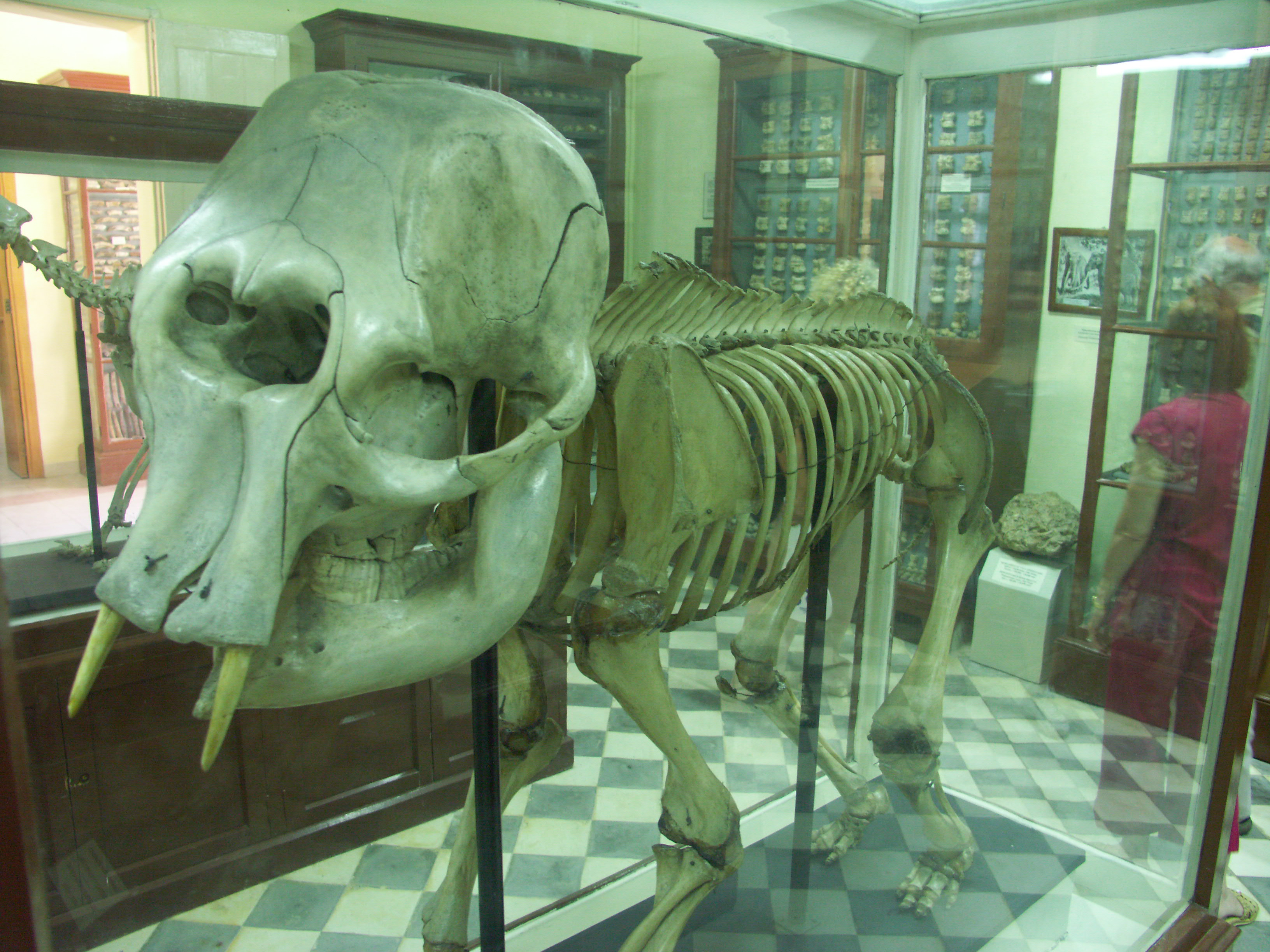
Elefántkölyök csontváza az Għar Dalam múzeumból

A terület már jóval az ember érkezése előtt gazdag élővilággal rendelkezett, erről tanúskodnak a különleges törpe elefántok és vízilovak csontvázai, amelyek legfontosabb lelőhelye az itt található Għar Dalam barlangja. 1937-ben két fogat is találtak a barlangban, amelyről úgy gondolták, a neandervölgyi emberé lehet. Még akkor érkezhetett a szigetre, mikor azt szárazföld kötötte Szicíliához. A városban a tengerparton néhány keréknyom merül a tengerbe. A következő fontos lelőhely Borġ-in-Nadur, ahol egy újkőkorszaki, a Tarxien-fázisból való négy-apszisos templom romjai találhatók. Ez még a bronzkorban is használatban volt.
Első történelmi lakói a föníciaiak voltak, akik ezt a Szent György-öblöt népesítették be először a szigeten. Nyomukat egy templom maradványai és számos sír őrzi. Għar Dalam közelében előkerültek egy római villa maradványai is. A következő emlék már a Jeruzsálemi Szent János Ispotályos Lovagrend korából való, a parti erődítések egész sorával igyekeztek megakadályozni az időről időre megismétlődő török partraszállásokat. Martín de Redín nagymester tornyai (Bengħajsa-torony, Wardija-torony) mellett a Pinto-üteg, valamint több bástya (redoubt) és kisebb torony is őrizte az öböl partját. A britek nagy erődöt építettek Bengħajsa mellett. Később katonai bázisokat létesítettek Ħal Farnál és Kalafrana mellett. Az addig földművelő és halászó népesség egyre jobban felduzzadt a bázisokon alkalmazottakkal. A lakosság száma 1913-ban érte el az 1000-et. Ekkor lett önálló egyházközség, az új templom 1938-ra készült el. A háborúban a bázisok és a repülőterek jelenléte miatt a község súlyos károkat szenvedett. Lakói csak jóval a háború után kezdtek visszaköltözni, és egyre több új letelepülő is érkezett, főként a Három Város környékéről.
1994 óta Málta egyik helyi tanácsa. Ma a város leginkább a turisták fogadására rendezkedett be. A város mára Málta egyik legfontosabb iparterülete is lett, a közelben található a szabadkikötő és a máltai nemzetközi repülőtér is.

## Nehézségek
Bár a város igyekszik turisztikai arcát erősíteni, folyamatos ellentétben áll a kormányzatokkal, akiknek a terveiben a település ipari régióként szerepelt, ezért egyre több üzemet telepítenek ide. Az ipari fejlődés hátulütőit legjobban a helyi lakosok érzik. A British Petroleum gáztartályait ma lakóházak veszik körül, a lakók állandó rosszullétre, asztmás tünetekre panaszkodnak. A földalatti tartályok egészen a repülőtérig és a kalafranai bázisig nyúlnak a város alatt. A szabadkikötő szennyezése és zaja is mélyre nyomta a lakások értékét.

## Önkormányzata
Hétfős helyi tanács irányítja. A jelenlegi (6.) tanács 2012 óta van hivatalban.
Polgármester:
- Joseph Farrugia (Nemzeti Párt, n.a.-2012-)

## Nevezetességei
- Għar Dalam barlangja
- Keréknyomok

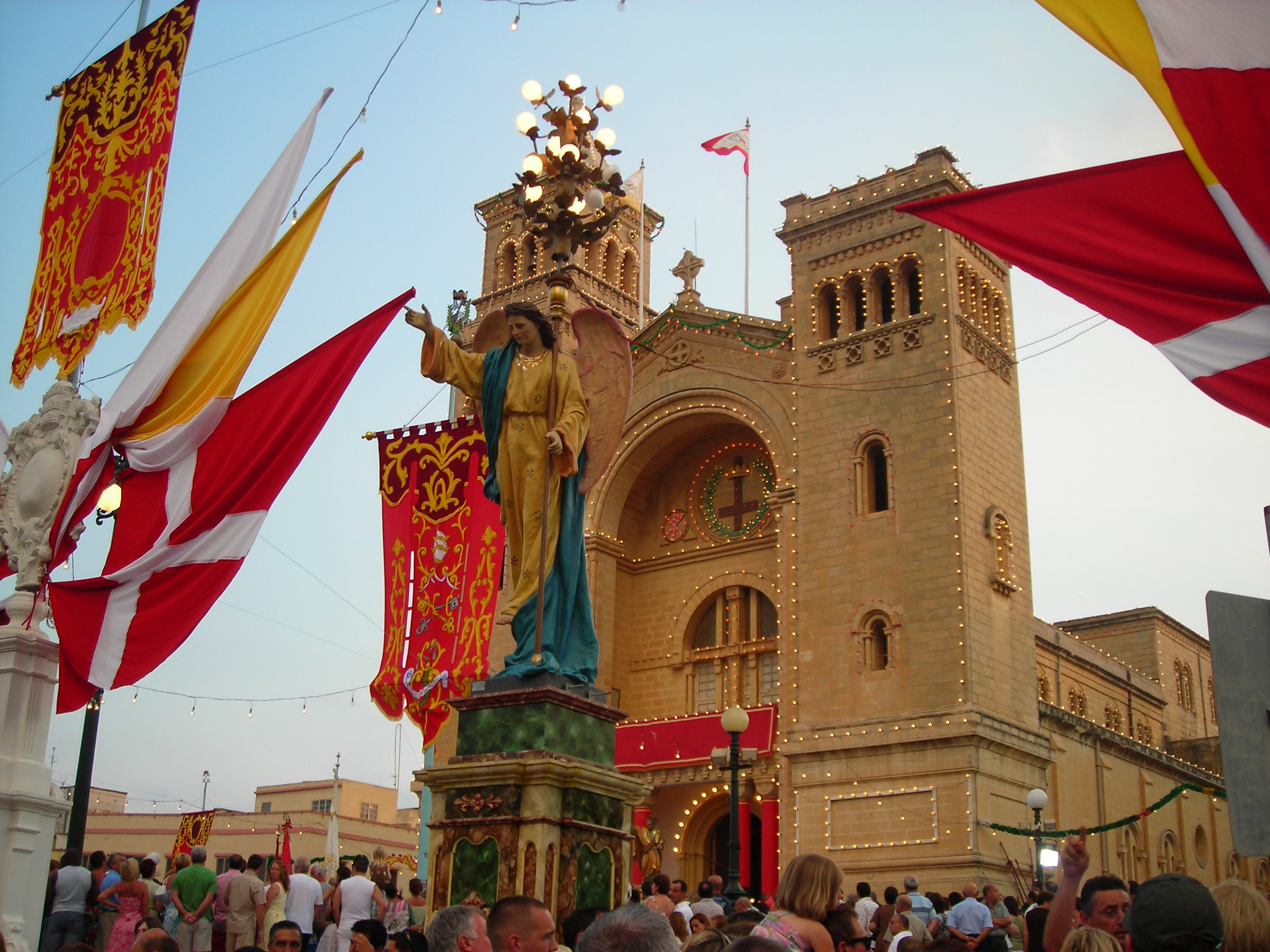
A Szent Péter plébániatemplom festa idején

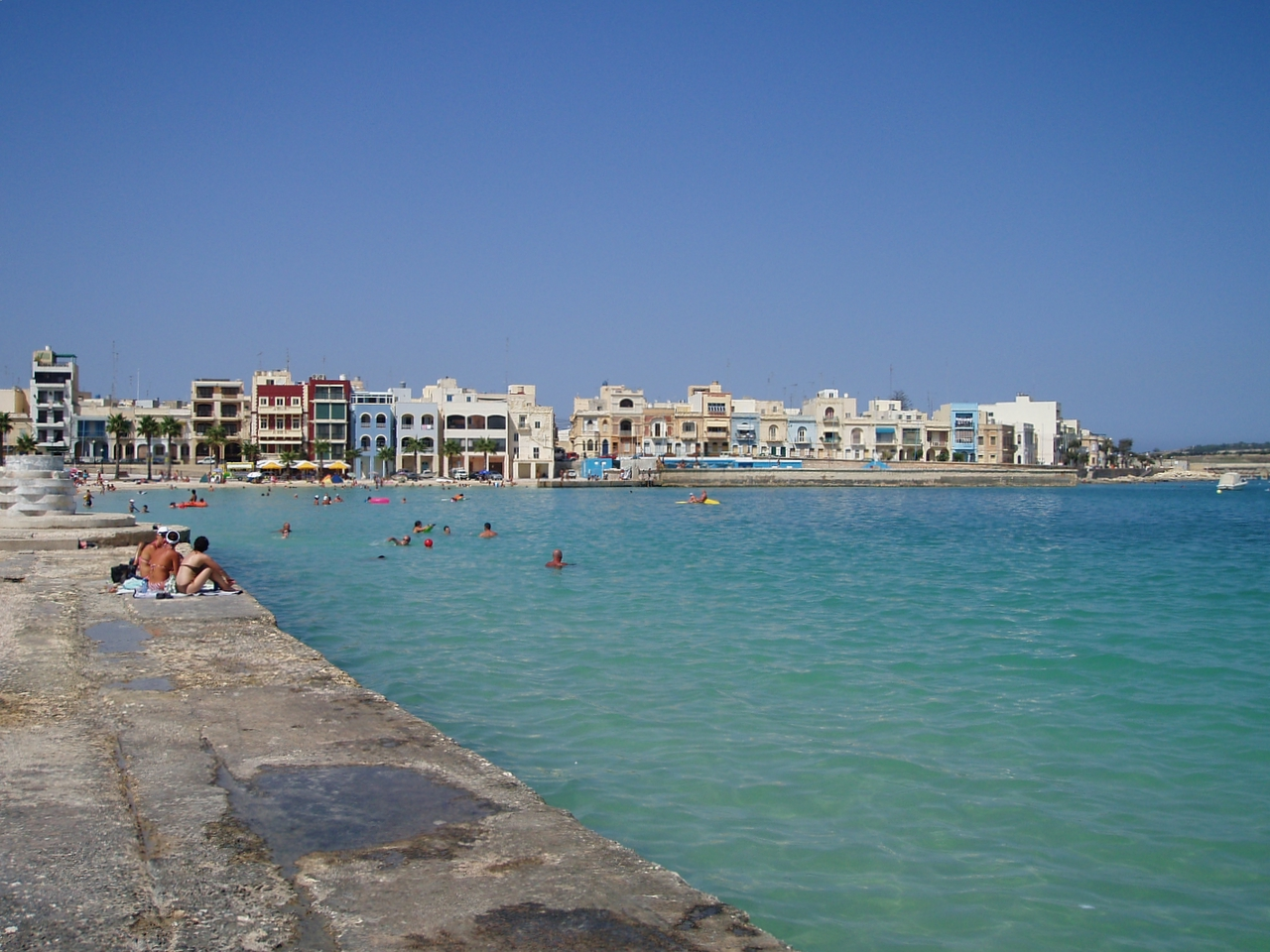
A Pretty Bay partszakasza

- Borġ-in-Nadur: az újkőkori Tarxien-fázisban épült templomok ma nem látogathatók
- Wardija Tower: a lovagkori őrtorony Ħal Far közelében áll a parton
- Pinto-üteg (Pinto battery): Manuel Pinto de Fonseca nagymester megbízásából épült
- Szent Péter-plébániatemplom (St. Peter)
- Fájdalmas Szűzanya-templom: a régi plébániatemplom
- Għar Ħasan-barlang: egy török fogvatartott egy helyi lányt a barlangban. Mikor a helyiek megtalálták, inkább megölte a lányt és öngyilkos lett

## Kultúra
Band clubjai:
- Soċjetà Filarmonika San Pietru Banda Birżebbuġa[4]
- Għaqda Mużikali San Pietru fil-Ktajjen

Cserkészcsapata a Birżebbuġa Scout Group

## Sport
A város a Máltai Taekwondo Szövetség (Malta Taekwondo Federation) székhelye.
- Boccsa: Boċċi Klabb Birżebbuġa
- Hajózás: Klabb Regatta Birżebbuġa[6]
Birżebbuġa Sailing Club
- Labdarúgás: Birżebbuġa St. Peter's Football Club[7]
Birżebbuġa Tigers Football Club[8]
Birżebbuġa Windmill Football Club
- Taekwondo: Lin-Joe Taekwondo Club
- Vízisportok: Birżebbuġa Aquatic & Sports Club[9]

## Közlekedés
Autóval a szabadkikötő felől jó minőségű úton közelíthető meg. A közelben található a repülőtér is.
Buszjáratai (2011. július 3 után):
- 82 (Valletta-Birżebbuġa)
- 115 (Marsaskala-Szabadkikötő)
- X4 (expressz, Valletta-Birżebbuġa)
- N82 (éjszakai, San Ġiljan-Birżebbuġa)